# Estación de Villargordo
Villargordo es un apeadero ferroviario situado en el municipio español de Jaén, en la provincia homónima, aunque toma su nombre de la cercana población de Villargordo. En la actualidad sus instalaciones encuentran cerradas y carecen de servicios de pasajeros. El apeadero se encuentra situado en el barrio de Las Infantas, varios kilómetros al norte del casco urbano.

## Situación ferroviaria
Las instalaciones ferroviarias forman parte de la línea férrea de ancho ibérico Espeluy-Jaén y están situadas en el punto kilométrico 139,2.

## Historia
La estación fue abierta al tráfico en 1881 con la puesta en marcha del tramo Espeluy-Jaén de la línea que pretendía unir Puente Genil con Linares. Las obras corrieron a cargo de la Compañía de los Ferrocarriles Andaluces, que en 1893 inauguraría el trazado en su totalidad. Originalmente las instalaciones tenían la categoría de apartadero y prestaban servicio al entonces municipio de Villargordo. En 1936, durante la Segunda República, «Andaluces» fue incautada por el Estado debido a sus problemas económicos, y asignada la gestión de sus infraestructuras a la Compañía Nacional de los Ferrocarriles del Oeste.
En 1941, tras la nacionalización de los ferrocarriles de ancho ibérico, las instalaciones pasaron a formar parte de RENFE. Con el paso de los años en torno a la estación se fue formando un núcleo poblacional, dependiente del municipio de Jaén, que para 1930 tenía un censo de 18 habitantes. En fecha indeterminada Villargordo fue reclasificado como apeadero.
Desde enero de 2005 la explotación de la línea corre a cargo de Renfe Operadora mientras que Adif es la titular de las instalaciones ferroviarias.